# Julieta Gandra
Julieta Gandra (Oliveira de Azeméis, 16 de setembro de 1917 – 2007) foi uma médica portuguesa, presa pela PIDE por apoiar a Independência de Angola. Foi considerada "Prisioneira de Consciência de 1964", pela Amnistia Internacional, tendo sido a primeira vez que esta distinção foi atribuída a uma pessoa portuguesa.

## Percurso
Maria Julieta Guimarães Gandra nasceu em Oliveira de Azeméis, a 16 de setembro de 1917, filha de Aurora Rocha Guimarães Gandra e de Mário Gandra. Formou-se em Medicina em Lisboa. Ainda na universidade conheceu Ernesto Cochat Osório, natural de Angola. O casal casou-se, teve um filho, Miguel, e em meados da década de 1940 trocou Portugal pela territónio colonizado, Angola.

### Angola
Em Luanda, Julieta Gandra exerceu a profissão de ginecologista. Tinha um escritório no centro da cidade, onde consultava mulheres da elite colonial branca portuguesa, e também atendia, mediante pagamento simbólico, mulheres angolanas num modesto escritório nas zonas mais pobres da cidade. Socialmente, misturou-se com muitos dos intelectuais angolanos que fundaram o Movimento Popular de Libertação de Angola (MPLA), como Agostinho Neto, Lúcio Lara e Paulo Teixeira Jorge. Durante a campanha eleitoral para as presidenciais de 1958, num comício de apoio ao líder da oposição Humberto Delgado, dirigiu-se, no início do seu discurso, às "mães negras".
Acusada de conspirar contra a segurança externa de Portugal, de ser membro do Partido Comunista Português, de dar dinheiro ao MPLA e de ter convidado um membro do MPLA para jantar, foi presa em Agosto de 1959 e detida num hospital psiquiátrico enquanto aguardava julgamento. Foi julgada, juntamente com outros arguidos, naquele que foi o primeiro julgamento político de nacionalistas angolanos e que ficou conhecido como o “Processo dos 50”, por ter a intenção de “separar, por meios violentos ou ilegais, o território de Angola da Pátria". Não foram apresentadas provas e o seu advogado não foi autorizado a sair de Lisboa para defendê-la em Luanda. Ela foi inicialmente condenada a um ano de prisão, mas esta pena foi aumentada para três anos após o recurso do Governo.
Enquanto Gandra estava na prisão, uma portuguesa, grávida de seis meses, dirigiu-se aos escritórios da PIDE e exigiu que Julieta pudesse continuar a acompanhar a sua gravidez. As autoridades acabaram por permitir, deixando que pudesse visitar a casa da mulher para proceder ao parto, acompanhada por seguranças. Quando se espalhou a notícia de que isto tinha acontecido, outras mulheres exigiram o mesmo apoio, já que Julieta era efectivamente a única ginecologista em Angola naquela altura. Assim, ela foi autorizada a sair da prisão em diversas ocasiões para ajudar nos partos.

### Prisão em Lisboa
Julieta Gandra recorreu da pena de três anos e foi posteriormente enviada de volta a Lisboa para julgamento, o que levou ao aumento da pena para quatro anos, tendo sido encarcerada na prisão de Caxias. Nessa época, ela foi reconhecida como "Prisioneira de Consciência do Ano", em 1964, pela Amnistia Internacional. Segundo esta organização, “não seria possível encontrar melhor exemplo de ser humano que, dedicando-se ao trabalho pacífico e nunca tendo praticado ou defendido o uso da violência, tenha sido sujeito à brutalidade arbitrária do Estado pelas suas opiniões e convicções”. A Amnistia Internacional insistiu em verificar as condições da sua detenção e saúde e pressionou o governo do Estado Novo.

### Libertação e vida posterior
Com apoio jurídico do futuro Presidente de Portugal, Mário Soares, foi libertada em julho de 1965 e viveu em Lisboa, trabalhando como médica na Rua Manuel da Maia e, durante algum tempo, empregando Aida Paula, com quem havia partilhado cela na prisão de Caxias. Tornou-se pioneira na promoção da pílula contracetiva oral em Portugal, defendendo que as mulheres tinham direito ao prazer sexual sem serem penalizadas pela gravidez. Isto fez com que ela fosse vista novamente como suspeita pelas autoridades. Para além disso, a sua casa tornou-se um ponto de encontro de ativistas anticoloniais. Era constantemente monitorada pela polícia secreta e conta-se que um dia Julieta regressou a casa com muitas compras e convenceu o agente que estava à sua porta a levá-las até ao seu apartamento no quarto andar. A partir de 1970, viveu com uma revolucionária comunista de quem se apaixonara na prisão, Fernanda de Paiva Tomás.
Após a Revolução dos Cravos de 25 de Abril de 1974 que derrubou o regime do Estado Novo, a casa de Julieta foi o local da primeira reunião para planear a primeira manifestação anticolonial em Lisboa. Esteve também presente na assinatura do Acordo de Alvor que concedeu a independência a Angola. Depois disso, regressou a Angola, acompanhada por Fernanda Tomás, para preparar o Serviço Nacional de Saúde de Angola independente. No entanto, um declínio do seu estado de saúde, provocado por um edema pulmonar, obrigou-a a regressar a Portugal, em 1977.
Julieta Gandra faleceu a 8 de outubro de 2007, aos 90 anos.